# Lista de prêmios e indicações recebidos por Meryl Streep
A seguir é apresentada uma lista de nomeações e prémios recebidos pela atriz norte-americana Meryl Streep.

## Oscar
Meryl Streep é a recordista de indicações nas categorias destinadas a atuação, recebendo 21 indicações e 3 prêmios.
| Ano  | Filme                         | Categoria                | Resultado |
| ---- | ----------------------------- | ------------------------ | --------- |
| 1979 | The Deer Hunter               | Melhor Atriz Coadjuvante | Indicada  |
| 1980 | Kramer vs. Kramer             | Melhor Atriz Coadjuvante | Vencedora |
| 1982 | The French Lieutenant's Woman | Melhor Atriz             | Indicada  |
| 1983 | Sophie's Choice               | Melhor Atriz             | Vencedora |
| 1984 | Silkwood                      | Melhor Atriz             | Indicada  |
| 1986 | Out of Africa                 | Melhor Atriz             | Indicada  |
| 1988 | Ironweed                      | Melhor Atriz             | Indicada  |
| 1989 | A Cry in the Dark             | Melhor Atriz             | Indicada  |
| 1991 | Postcards from the Edge       | Melhor Atriz             | Indicada  |
| 1996 | The Bridges of Madison County | Melhor Atriz             | Indicada  |
| 1999 | One True Thing                | Melhor Atriz             | Indicada  |
| 2000 | Music of the Heart            | Melhor Atriz             | Indicada  |
| 2003 | Adaptation.                   | Melhor Atriz Coadjuvante | Indicada  |
| 2007 | The Devil Wears Prada         | Melhor Atriz             | Indicada  |
| 2009 | Doubt                         | Melhor Atriz             | Indicada  |
| 2010 | Julie & Julia                 | Melhor Atriz             | Indicada  |
| 2012 | The Iron Lady                 | Melhor Atriz             | Vencedora |
| 2014 | August: Osage County          | Melhor Atriz             | Indicada  |
| 2015 | Into the Woods                | Melhor Atriz Coadjuvante | Indicada  |
| 2017 | Florence Foster Jenkins       | Melhor Atriz             | Indicada  |
| 2018 | The Post                      | Melhor Atriz             | Indicada  |

## Globo de Ouro
Meryl Streep também é a recordista de indicações nas categorias destinadas a atuação, com 30 indicações e recebendo 9 prêmios, sendo 1 deles o Prêmio Honorário Cecil B. DeMille pelo conjunto da obra, em 2017.
| Ano  | Filme                         | Categoria                                   | Resultado |
| ---- | ----------------------------- | ------------------------------------------- | --------- |
| 1978 | The Deer Hunter               | Melhor Atriz Coadjuvante em Cinema          | Nomeada   |
| 1979 | Kramer vs. Kramer             | Melhor Atriz Coadjuvante em Cinema          | Vencedora |
| 1981 | The French Lieutenant's Woman | Melhor Atriz em Filme Dramático             | Vencedora |
| 1982 | Sophie's Choice               | Melhor Atriz em Filme Dramático             | Vencedora |
| 1983 | Silkwood                      | Melhor Atriz em Filme Dramático             | Nomeada   |
| 1985 | Out of Africa                 | Melhor Atriz em Filme Dramático             | Nomeada   |
| 1988 | A Cry in the Dark             | Melhor Atriz em Filme Dramático             | Nomeada   |
| 1989 | She-Devil                     | Melhor Atriz em Filme de Comédia ou Musical | Nomeada   |
| 1990 | Postcards from the Edge       | Melhor Atriz em Filme de Comédia ou Musical | Nomeada   |
| 1992 | Death Becomes Her             | Melhor Atriz em Filme de Comédia ou Musical | Nomeada   |
| 1994 | The River Wild                | Melhor Atriz em Filme Dramático             | Nomeada   |
| 1995 | The Bridges of Madison County | Melhor Atriz em Filme Dramático             | Nomeada   |
| 1996 | Marvin's Room                 | Melhor Atriz em Filme Dramático             | Nomeada   |
| 1997 | ...First Do No Harm           | Melhor Atriz em Minissérie ou Telefilme     | Nomeada   |
| 1998 | One True Thing                | Melhor Atriz em Filme Dramático             | Nomeada   |
| 1999 | Music of the Heart            | Melhor Atriz em Filme Dramático             | Nomeada   |
| 2002 | Adaptation.                   | Melhor Atriz Coadjuvante em Cinema          | Vencedora |
| 2002 | The Hours                     | Melhor Atriz em Filme Dramático             | Nomeada   |
| 2003 | Angels in America             | Melhor Atriz em Minissérie ou Telefilme     | Vencedora |
| 2004 | The Manchurian Candidate      | Melhor Atriz Coadjuvante em Cinema          | Nomeada   |
| 2006 | The Devil Wears Prada         | Melhor Atriz em Filme de Comédia ou Musical | Vencedor  |
| 2008 | Doubt                         | Melhor Atriz em Filme Dramático             | Nomeada   |
| 2008 | Mamma Mia!                    | Melhor Atriz em Filme de Comédia ou Musical | Nomeada   |
| 2009 | Julie & Julia                 | Melhor Atriz em Filme de Comédia ou Musical | Vencedora |
| 2009 | It's Complicated              | Melhor Atriz em Filme de Comédia ou Musical | Nomeada   |
| 2011 | The Iron Lady                 | Melhor Atriz em Filme Dramático             | Vencedora |
| 2012 | Hope Springs                  | Melhor Atriz em Filme de Comédia ou Musical | Nomeada   |
| 2013 | August: Osage County          | Melhor Atriz em Filme de Comédia ou Musical | Nomeada   |
| 2014 | Into the Woods                | Melhor Atriz Coadjuvante em Cinema          | Nomeada   |
| 2016 | Florence Foster Jenkins       | Melhor Atriz em Filme de Comédia ou Musical | indicada  |
| 2018 | The Post                      | Melhor Atriz em Filme Dramático             | indicada  |
| 2020 | Big Little Lies               | Melhor Atriz Coadjuvante em Televisão       | Indicado  |
| 2024 | Only Murders in the Building  | Melhor Atriz Coadjuvante em Televisão       | Indicado  |

## BAFTA
O prêmio dado pela Academia Britânica de Cinema nomeou Meryl 15 vezes, tendo sido premiada duas vezes.
| Ano  | Filme                         | Categoria                | Resultado |
| ---- | ----------------------------- | ------------------------ | --------- |
| 1978 | Manhattan                     | Melhor Atriz             | Nomeado   |
| 1978 | The Deer Hunter               | Melhor Atriz Coadjuvante | Nomeado   |
| 1979 | Kramer vs. Kramer             | Melhor Atriz             | Nomeado   |
| 1981 | The French Lieutenant's Woman | Melhor Atriz             | Vencedor  |
| 1982 | Sophie's Choice               | Melhor Atriz             | Nomeado   |
| 1983 | Silkwood                      | Melhor Atriz             | Nomeado   |
| 1985 | Out of Africa                 | Melhor Atriz             | Nomeado   |
| 2003 | The Hours                     | Melhor Atriz             | Nomeado   |
| 2003 | Adaptation.                   | Melhor Atriz Coadjuvante | Nomeado   |
| 2005 | The Manchurian Candidate      | Melhor Atriz Coadjuvante | Nomeado   |
| 2007 | The Devil Wears Prada         | Melhor Atriz             | Nomeado   |
| 2009 | Doubt                         | Melhor Atriz             | Nomeado   |
| 2010 | Julie & Julia                 | Melhor Atriz             | Nomeado   |
| 2012 | The Iron Lady                 | Melhor Atriz             | Vencedor  |
| 2017 | Florence Foster Jenkins       | Melhor Atriz             | Nomeado   |

## Emmy
Embora tenha feito poucos papéis na TV, Meryl Streep recebeu 7 indicações ao Emmy, quatro delas foram vencidas.
| Emmy do Primetime                 | Emmy do Primetime             | Emmy do Primetime                            | Emmy do Primetime | Emmy do Primetime |
| Ano                               | Trabalho                      | Categoria                                    | Resultado         |                   |
| --------------------------------- | ----------------------------- | -------------------------------------------- | ----------------- | ----------------- |
| 1978                              | Holocaust                     | Melhor Atriz em Minissérie ou Telefilme      | Venceu            |                   |
| 1997                              | ...First Do No Harm           | Melhor Atriz em Minissérie ou Telefilme      | Indicado          |                   |
| 2004                              | Angels in America             | Melhor Atriz em Minissérie ou Telefilme      | Venceu            |                   |
| 2017                              | Five Came Back                | Melhor Narração                              | Venceu            |                   |
| 2020                              | Big Little Lies               | Melhor Atriz Coadjuvante em Série Dramática  | Indicado          |                   |
| 2024                              | Only Murders in the Building  | Melhor Atriz Coadjuvante em Série de Comédia | Indicado          |                   |
| Children's and Family Emmy Awards |                               |                                              |                   |                   |
| 2025                              | Melhor Personalidade Infantil | Storyline Online                             | Venceu            |                   |

## SAG Awards
| Ano                     | Trabalho                      | Categoria                               | Resultado |
| ----------------------- | ----------------------------- | --------------------------------------- | --------- |
| 1995                    | The River Wild                | Melhor Atriz Principal                  | Indicado  |
| 1996                    | The Bridges of Madison County | Melhor Atriz Principal                  | Indicado  |
| 1997                    | Marvin's Room                 | Melhor Elenco em Cinema                 | Indicado  |
| 1999                    | One True Thing                | Melhor Atriz Principal                  | Indicado  |
| 2000                    | Music of the Heart            | Melhor Atriz Principal                  | Indicado  |
| 2003                    | Adaptation.                   | Melhor Elenco em Cinema                 | Indicado  |
| 2003                    | The Hours                     | Melhor Elenco em Cinema                 | Indicado  |
| 2004                    | Angels in America             | Melhor Atriz em Minissérie ou Telefilme | Venceu    |
| 2007                    | The Devil Wears Prada         | Melhor Atriz Principal                  | Indicado  |
| 2009                    | Doubt                         | Melhor Atriz Principal                  | Venceu    |
| 2009                    | Doubt                         | Melhor Elenco em Cinema                 | Indicado  |
| 2010                    | Julie & Julia                 | Melhor Atriz Principal                  | Indicado  |
| 2012                    | The Iron Lady                 | Melhor Atriz Principal                  | Indicado  |
| 2014                    | August: Osage County          | Melhor Atriz Principal                  | Indicado  |
| Melhor Elenco em Cinema | August: Osage County          | Indicado                                |           |
| 2015                    | Into the Woods                | Melhor Atriz Coadjuvante                | Indicado  |
| 2017                    | Florence Foster Jenkins       | Melhor Atriz Principal                  | Indicado  |
| 2020                    | Big Little Lies               | Melhor Elenco em Série Dramática        | Indicado  |
| 2022                    | Don't Look Up                 | Melhor Elenco em Cinema                 | Indicado  |
| 2024                    | Only Murders in the Building  | Melhor Elenco em Série de Comédia       | Indicado  |

## Tony Awards
| Ano  | Trabalho                 | Categoria                                | Resultado |
| ---- | ------------------------ | ---------------------------------------- | --------- |
| 1976 | 27 Wagons Full of Cotton | Melhor Atriz Coadjuvante em Peça Teatral | Indicado  |

## Grammy Awards
| Ano  | Trabalho                     | Categoria                                                       | Resultado |
| ---- | ---------------------------- | --------------------------------------------------------------- | --------- |
| 1986 | The Velveteen Rabbit         | Melhor Álbum para Crianças                                      | Indicado  |
| 1989 | The Tailor of Gloucester     | Melhor Álbum para Crianças                                      | Indicado  |
| 1989 | The Tale of Peter Rabbit     | Melhor Álbum para Crianças                                      | Indicado  |
| 2008 | The One and Only Shrek       | Melhor Álbum Falado                                             | Indicado  |
| 2009 | Mamma Mia!                   | Melhor Trilha Sonora para Mídia Visual                          | Indicado  |
| 2021 | Charlotte’s Web (E.B. White) | Melhor Álbum Falado                                             | Indicado  |
| 2024 | Big Tree                     | Melhor Audio Book, Narração e Gravação de Contação de Histórias | Indicado  |

## Festivais
O prêmio do sinticato dos atores lembrou de Meryl Streep 13 vezes e em duas delas a atriz foi premiada.
| Ano  | Festival                                          | Filme                  | Categoria                             |
| ---- | ------------------------------------------------- | ---------------------- | ------------------------------------- |
| 1986 | Valladolid International Film Festival            | A Difícil Arte de Amar | Melhor Atriz                          |
| 1989 | Festival de Cinema de Cannes                      | Um Grito no Escuro     | Melhor Atriz                          |
| 1999 | Festival de Cinema de Berlim                      | Prêmio Honorário       | Câmera de Berlin                      |
| 2002 | Outfest                                           | As Horas               | Melhor Atriz                          |
| 2003 | Festival Internacional de Cinema de Berlim        | As Horas               | Urso de Prata de Melhor Atriz         |
| 2003 | Festival Internacional de Cinema de Moscow        | Prêmio Honorário       | Stanislavsky Prize                    |
| 2008 | Festival Internacional de Cinema de San Sebástian | Prêmio Honorário       | Prêmio Donostia pelo Conjunto da Obra |
| 2012 | Festival Internacional de Cinema de Berlim        | Prêmio Honorário       | Urso de Ouro Honorário                |